# Azumi Waki
Azumi Waki (和氣 あず未 Waki Azumi?, Tokio, 8 de septiembre de 1994) es una actriz de voz y cantante japonesa que está afiliada a Haikyō. Debutó en 2015, interpretando el papel de Sanae Katagiri en el videojuego The Idolmaster Cinderella Girls. También es conocida por sus papeles como Galko en Oshiete! Galko-chan, Maika Sakuranomiya en Blend S, Special Week en Uma Musume Pretty Derby y Senko en Sewayaki Kitsune no Senko-san.

## Biografía
Waki nació en Tokio. Ella tiene tres hermanos mayores. Aunque había estado interesada en el anime desde que era joven, inicialmente soñó con convertirse en una azafata. Ella continuó persiguiendo este sueño después de ingresar a la escuela secundaria, aunque se dio por vencida al llegar a la escuela secundaria porque sentía que sus habilidades en el idioma inglés eran inadecuadas. A la edad de 13 años, a medida que crecía su interés en el anime, decidió seguir una carrera de actuación de voz. 
Waki se inscribió en el Tokyo Anime Voice Acting College después de su tercer año de secundaria, donde también trabajaría como asistente de radio mientras estudiaba. Después de graduarse de la universidad, se afilió a Haikyō. Su primer papel de actuación de voz fue como Sanae Katagiri en la serie de videojuegos y anime The Idolmaster Cinderella Girls. ¡Ese mismo año, fue elegida como Eri Higuchi en la serie de anime Ani Tore! Ex.
En 2016, Waki interpretó el papel de Galko en la serie de anime Oshiete! Galko-chan Ella junto con sus compañeros de reparto también interpretaron el tema de apertura del programa "YPMA Girls".
En 2017, interpretó el papel de Maika Sakuranomiya, el personaje principal de la serie de anime Blend S; ella y sus coprotagonistas Akari Kitō y Anzu Haruno interpretaron el tema de apertura del programa "Bon Appétit♡S" (ぼなぺてぃーと♡S Bonapetīto♡Esu?)  y el tema final "Detarame na Minus to Plus ni Okeru Blend Kō" (デタラメなマイナスとプラスにおけるブレンド考 Detarame na Mainasu to Purasu ni Okeru Burendo Kō?)  bajo el nombre de Blend A. También fue elegida como el personaje de Special Week en la franquicia multimedia Uma Musume Pretty Derby.
En 2018, Waki hizo a Special Week en la serie de anime de Uma Musume Pretty Derby. También interpretó el papel de Rem Galleu en la serie de anime Isekai Maou to Shoukan Shoujo no Dorei Majutsu y Elly en la serie de anime Ms. Vampire que vive en mi vecindario.
En 2019, interpretó a Ao Horie en la serie de anime Midara na Ao-chan wa Benkyō ga Dekinai. También interpretó el papel de Senko en la serie de anime Sewayaki Kitsune no Senko-san, Shion Kujō en la serie de anime Are You Lost?, y Adele von Ascham en la serie de anime ¿No dije que hacer que mis habilidades sean promedio en la próxima vida? !.
En 2021, recibió el premio a Mejores Actrices Revelación en la 15.ª edición de los Seiyu Awards. Interpretó a Hinata Tachibana en la serie de anime Tokyo Revengers, Flatorte en la serie de anime Slime Taoshite 300-nen, Shiranai Uchi ni Level Max ni Nattemashita, Nagisa Minase en la serie de anime Kanojo mo Kanojo, y Tsukimi Teruya en Shiroi Suna no Aquatope.
En 2022, interpretó a Nanao Inusaka en la serie de anime Orient, y a Dryad en la serie de anime Tensei Kenja no Isekai Life.

## Vida personal
En agosto de 2023, anunció su matrimonio con un hombre al que conoció a través de un pasatiempo común: los videojuegos. En octubre de 2024, anunció en X (anteriormente Twitter) que estaba esperando su primer hijo. El 15 de febrero de 2025 anunció el nacimiento de su primer hijo. El 16 de julio de 2025, Waki anunció que reduciría su carga de trabajo para cuidar de su hija, a quien le diagnosticaron miocardiopatía dilatada y tiene un corazón artificial.

## Filmografía
Los papeles principales están en negrita

### Anime

#### Series de televisión
| Año  | Título                                                                          | Rol                    | Refs.  |
| ---- | ------------------------------------------------------------------------------- | ---------------------- | ------ |
| 2015 | The Idolmaster Cinderella Girls                                                 | Sanae Katagiri         | [ 6 ]  |
| 2015 | Magical Girl Lyrical Nanoha ViVid                                               | Luka                   | [ 12 ] |
| 2015 | Ani Tore! EX                                                                    | Eri Higuchi            | [ 6 ]  |
| 2016 | Oshiete! Galko-chan                                                             | Galko                  | [ 7 ]  |
| 2016 | Bubuki Buranki                                                                  | Dorsey, Domina         | [ 12 ] |
| 2016 | Ani Tore! XX: Hitotsu Yane no Shita de                                          | Eri Higuchi            | [ 24 ] |
| 2017 | Blend S                                                                         | Maika Sakuranomiya     | [ 9 ]  |
| 2017 | KiraKira☆PreCure à la Mode: Crisply! The Memory of Mille-feuille!               | Cook                   | [ 24 ] |
| 2017 | Infini-T Force                                                                  | Maria Kitano           | [ 24 ] |
| 2018 | Toji no Miko                                                                    | Mai Yanase             | [ 25 ] |
| 2018 | Uma Musume Pretty Derby                                                         | Special Week           | [ 11 ] |
| 2018 | Isekai Maou to Shoukan Shoujo no Dorei Majutsu                                  | Rem Galleu             | [ 13 ] |
| 2018 | Tonari no Kyūketsuki-san                                                        | Elly                   | [ 14 ] |
| 2018 | Zombieland Saga                                                                 | Sayama                 | [ 24 ] |
| 2019 | Mini Toji                                                                       | Mai Yanase             | [ 26 ] |
| 2019 | Midara na Ao-chan wa Benkyō ga Dekinai                                          | Ao Horie               | [ 15 ] |
| 2019 | Sewayaki Kitsune no Senko-san                                                   | Senko                  | [ 16 ] |
| 2019 | Sōnan Desu ka?                                                                  | Shion Kujō             | [ 17 ] |
| 2019 | Watashi, Nōryoku wa Heikinchi de tte Itta yo ne!                                | Adele von Ascham       | [ 18 ] |
| 2019 | Assasin's Pride                                                                 | Salacha Schicksa       | [ 27 ] |
| 2020 | Kakushigoto                                                                     | Riko Kitsuchi          | [ 24 ] |
| 2020 | Otome Game no Hametsu Flag Shika Nai Akuyaku Reijō ni Tensei Shiteshimatta...   | Anne Shelley           | [ 28 ] |
| 2020 | Shachō, Battle no Jikan Desu!                                                   | Akari                  | [ 29 ] |
| 2020 | Umayon                                                                          | Special Week           | [ 24 ] |
| 2020 | 100-man no Inochi no Ue ni Ore wa Tatte Iru                                     | Kusue Hakozaki         | [ 30 ] |
| 2020 | Kimi to Boku no Saigo no Senjō, Arui wa Sekai ga Hajimaru Seisen                | Sisbell Lou Nebulis IX | [ 31 ] |
| 2020 | Kuma Kuma Kuma Bear                                                             | Fina                   | [ 32 ] |
| 2021 | Uma Musume Pretty Derby Season 2                                                | Special Week           | [ 33 ] |
| 2021 | Ex-Arm                                                                          | Elmira                 | [ 34 ] |
| 2021 | Sayonara Watashi no Cramer                                                      | Ayumi Kishi            | [ 35 ] |
| 2021 | Isekai Maou to Shoukan Shoujo no Dorei Majutsu Ω                                | Rem Galleu             | [ 36 ] |
| 2021 | Slime Taoshite 300-nen, Shiranai Uchi ni Level Max ni Nattemashita              | Flatorte               | [ 37 ] |
| 2021 | Tokyo Revengers                                                                 | Hinata Tachibana       | [ 38 ] |
| 2021 | Otome Game no Hametsu Flag Shika Nai Akuyaku Reijō ni Tensei Shiteshimatta... X | Anne Shelley           | [ 28 ] |
| 2021 | Kanojo mo Kanojo                                                                | Nagisa Minase          | [ 39 ] |
| 2021 | Shiroi Suna no Aquatope                                                         | Tsukimi Teruya         | [ 40 ] |
| 2021 | 100-man no Inochi no Ue ni Ore wa Tatte Iru 2nd Season                          | Kusue Hakozaki         | [ 41 ] |
| 2021 | Love Live! Superstar!!                                                          | Nanami                 | [ 24 ] |
| 2021 | 180-Byō de Kimi no Mimi wo Shiawase ni Dekiru ka?                               | Hikari Sawake          | [ 42 ] |
| 2021 | Muv-Luv Alternative                                                             | Tо̄ko Kazama            | [ 43 ] |
| 2022 | Orient                                                                          | Nanao Inusaka          | [ 44 ] |
| 2022 | Dolls' Frontline                                                                | AUG                    | [ 24 ] |
| 2022 | Tensei Kenja no Isekai Life                                                     | Dryad                  | [ 45 ] |
| 2022 | Yofukashi no Uta                                                                | Hatsuka Suzushiro      | [ 46 ] |
| 2022 | Prima Doll                                                                      | Haizakura              | [ 47 ] |
| 2022 | Hanabi-chan wa Okuregachi                                                       | Hanabi Hana Ariake     | [ 48 ] |
| 2022 | Love Live! Superstar!! 2nd Season                                               | Nanami                 | [ 49 ] |
| 2022 | Yūsha Party wo Tsuihou Sareta Beast Tamer, Saikyōshu no Nekomimi Shōjo to Deau  | Kanade                 | [ 50 ] |
| 2022 | Muv-Luv Alternative 2nd Season                                                  | Tо̄ko Kazama            | [ 51 ] |
| 2022 | Do It Yourself!!                                                                | Takumi Hikage          | [ 52 ] |
| 2022 | Akiba Maid Sensō                                                                | Pure Milky Masami      | [ 53 ] |
| 2022 | Fūfu Ijō, Koibito Miman.                                                        | Natsumi Ōhashi         | [ 54 ] |
| 2023 | Hyōken no Majutsushi ga Sekai wo Suberu                                         | Rebecca Bradley        | [ 55 ] |
| 2023 | Saikyō Onmyōji no Isekai Tenseiki                                               | Efa                    | [ 56 ] |
| 2023 | Tokyo Revengers: Seiya Kessen-hen                                               | Hinata Tachibana       | [ 57 ] |
| 2023 | Kuma Kuma Kuma Bear Punch!                                                      | Fina                   | [ 58 ] |
| 2023 | The iDOLM@STER Cinderella Girls: U149                                           | Sanae Katagiri         | [ 59 ] |
| 2023 | Megami no Cafe Terrace                                                          | Shiragiku Ono          | [ 60 ] |
| 2023 | Isekai One Turn Kill Nee-san                                                    | Sophie Peaceful        | [ 61 ] |
| 2023 | Kimetsu no Yaiba: Katanakaji no Sato-hen                                        | Teiko Shinazugawa      | [ 62 ] |
| 2023 | Tokyo Revengers: Tenjiku-hen                                                    | Hinata Tachibana       | [ 63 ] |
| 2023 | Kanojo mo Kanojo 2nd Season                                                     | Nagisa Minase          | [ 64 ] |
| 2023 | Shangri-La Frontier                                                             | Saiga 0 / Rei Saiga    | [ 65 ] |
| 2023 | Hametsu no Ōkoku                                                                | Doroka                 | [ 66 ] |
| 2023 | Uma Musume: Pretty Derby Season 3                                               | Special Week           | [ 24 ] |
| 2023 | Bokura no Ameiro Protocol                                                       | Emiko Takanashi        | [ 67 ] |
| 2023 | Sōsō no Frieren                                                                 | Kanne                  | [ 68 ] |
| 2024 | Akuyaku Reijō Level 99: Watashi wa Ura-Boss desu ga Maō de wa Arimasen          | Alicia Ehnleit         | [ 69 ] |
| 2024 | Shūmatsu Train Doko e Iku?                                                      | Nadeshiko Hoshi        | [ 70 ] |
| 2024 | Sentai Daishikkaku                                                              | Kanon Hisui            | [ 71 ] |
| 2024 | Maō-gun Saikyō no Majutsushi wa Ningen Datta                                    | Lilith                 | [ 72 ] |
| 2024 | Megami no Cafe Terrace Season 2                                                 | Shiragiku Ono          | [ 73 ] |
| 2024 | Mob kara Hajimaru Tansaku Eiyūtan                                               | Haruka Katsuragi       | [ 74 ] |
| 2024 | Kimi to Boku no Saigo no Senjō, Arui wa Sekai ga Hajimaru Seisen Season II      | Sisbell Lou Nebulis IX | [ 75 ] |
| 2024 | Make Heroine ga Ōsugiru!                                                        | Karen Himemiya         | [ 76 ] |
| 2024 | Maō-sama, Retry! R                                                              | Akane Fujisaki         | [ 77 ] |
| 2024 | Love Live! Superstar!! 3rd Season                                               | Nanami                 | [ 78 ] |
| 2024 | Shangri-La Frontier 2nd Season                                                  | Saiga 0 / Rei Saiga    | [ 79 ] |
| 2025 | Medalist                                                                        | Mika Yuitsuka          | [ 80 ] |
| 2025 | Sōsei no Aquarion: Myth of Emotions                                             | Momohime Amaha         | [ 81 ] |
| 2025 | Aru Majo ga Shinu Made                                                          | Wendy                  | [ 82 ] |
| 2025 | Slime Taoshite 300-nen, Shiranai Uchi ni Level Max ni Nattemashita: Sono ni     | Flatorte               | [ 83 ] |
| 2025 | Sentai Daishikkaku 2nd Season                                                   | Kanon Hisui            | [ 84 ] |
| 2025 | Yofukashi no Uta 2nd Season                                                     | Hatsuka Suzushiro      | [ 85 ] |
| 2026 | Tokyo Revengers: Santen Sensō-hen                                               | Hinata Tachibana       | [ 86 ] |

#### Películas
| Año  | Título                                                                              | Rol             | Refs.  |
| ---- | ----------------------------------------------------------------------------------- | --------------- | ------ |
| 2021 | Kakushigoto Movie                                                                   | Riko Kitsuchi   | [ 24 ] |
| 2022 | Chikyūgai Shōnen Shōjo                                                              | Konoha Nanase Б | [ 87 ] |
| 2023 | Otome Game no Hametsu Flag Shika Nai Akuyaku Reijō ni Tensei Shiteshimatta... Movie | Anne Shelley    | [ 88 ] |
| 2024 | Dead Dead Demon's Dededede Destruction                                              | Futaba Takemoto | [ 89 ] |

#### ONAs
| Año  | Título                                                | Rol                  | Refs.  |
| ---- | ----------------------------------------------------- | -------------------- | ------ |
| 2016 | Cinderella Girls Gekijou: 5 Shuunen Kinen Short Anime | Sanae Katagiri       | [ 24 ] |
| 2019 | Shoujo☆Conto All Starlight                            | Ichie Otonashi       | [ 24 ] |
| 2019 | Null Peta                                             | Null                 | [ 90 ] |
| 2020 | Shaonu Qianxian: Renxing Xiao Juchang 2               | AK-12                | [ 24 ] |
| 2021 | Otona no Bouguya-san II                               | Loemina              | [ 24 ] |
| 2021 | Oshiete Hokusai! The Animation                        | Tenkorin Okakura     | [ 91 ] |
| 2021 | Chibi Revenger                                        | Hinata Tachibana     | [ 24 ] |
| 2022 | Yofukashi no Uta Mini                                 | Hatsuka Suzushiro    | [ 24 ] |
| 2022 | Umayuru                                               | Special Week         | [ 24 ] |
| 2023 | Space Idol                                            | Moffan               | [ 24 ] |
| 2023 | Fate/Grand Order: Fujimaru Ritsuka wa Wakaranai       | Fairy Knight Tristan | [ 24 ] |
| 2023 | Uma Musume: Pretty Derby - Road to the Top            | Special Week         | [ 24 ] |
| 2024 | Dōwa Revenger                                         | Hinata Tachibana     |        |

#### OVAs
| Año  | Título                                                                            | Rol          | Refs.  |
| ---- | --------------------------------------------------------------------------------- | ------------ | ------ |
| 2017 | Oshiete! Galko-chan: Natsuyasumitte Hontou Desu ka?                               | Galko        | [ 24 ] |
| 2021 | Otome Game no Hametsu Flag Shika Nai Akuyaku Reijō ni Tensei Shiteshimatta... OVA | Anne Shelley | [ 24 ] |

### Videojuegos
2018
- Magia Record - Seika Kumi

2019
- Dead or Alive Xtreme Venus Vacation - Sayuri

2023
- Genshin Impact - Charlotte

## Premios y nominaciones
| Año  | Premios      | Categoría                   | Resultado | Refs.  |
| ---- | ------------ | --------------------------- | --------- | ------ |
| 2021 | Seiyū Awards | Mejores Actrices Revelación | Ganadora  | [ 19 ] |